# 1919 dans le catholicisme
Chronologie du catholicisme
- 1915
- 1916
- 1917
- 1918
- 1919
- 1920
- 1921
- 1922
- 1923

Cet article présente les faits marquants de l'année 1919 dans le catholicisme.

## Évènements
- 14 mai : encyclique In Hac Tanta de Benoît XV sur saint Boniface.
- 13 août : L'église du Sacré-Cœur de Montmartre est élevée au rang de basilique mineure par Benoît XV.
- 16 octobre : consécration de la basilique du Sacré-Cœur de Montmartre.
- 28 octobre : Consécration épiscopale de Mgr Ratti, futur pape Pie XI.
- 24 novembre : encyclique Paterno Iam Diu de Benoît XV sur les enfants d'Europe centrale.
- 30 novembre : Maximum illud, lettre apostolique de Benoît XV sur les missions catholiques.
- 15 décembre : Création de 6 cardinaux par Benoît XV.

## Naissances
- 1er janvier : Henri Crouzel, prêtre jésuite, théologien et auteur français († 29 avril 2003)
- 30 janvier : Ernst Gutting, prélat allemand, évêque auxiliaire de Spire et évêque titulaire de Sufar († 27 septembre 2013)
- 18 février : José de Jesús Pimiento Rodriguez, cardinal colombien, archevêque de Manizales († 3 septembre 2019)
- 15 mars : José Maria Pires, prélat brésilien, archevêque de la Paraíba († 27 août 2017)
- 19 mars : José Lebrún Moratinos, cardinal vénézuélien, archevêque de Caracas († 21 février 2001)
- 21 mars : Douglas Joseph Warren, prélat australien, évêque de Wilcannia († 6 février 2013)
- 23 mars : Bienheureuse Tarsykia Matskiv, religieuse et martyre ukrainienne du communisme († 17 juillet 1944)
- 11 avril : Bienheureuse Albertine Berkenbrock, martyre de la pureté brésilienne († 15 juin 1931)
- 12 avril : Johannes Tcholakian (en), prélat turc, archevêque d'Istanbul des Arméniens (en) († 16 septembre 2016)
- 14 avril : Raúl Primatesta, cardinal argentin, archevêque de Córdoba († 1er mai 2006)
- 15 avril : Franjo Kuharić, cardinal croate, archevêque de Zagreb († 11 mars 2002)
- 5 mai : Joseph Lec'hvien, prêtre français et écrivain en langue bretonne († 29 juin 2015)
- 21 mai : Bienheureux Alain Dieulangard, père blanc, missionnaire en Algérie et martyr français († 27 décembre 1994)
- 7 juin : Joseph Trinquet, prêtre sulpicien, enseignant et traducteur français de la Bible († 17 août 2001)
- 15 juin : 
  - Paul-Joseph Pham Ðình Tung, cardinal vietnamien, archevêque d'Hanoï († 22 février 2009)
  - Mario Revollo Bravo, cardinal colombien, archevêque de Bogotá († 3 novembre 1995)
- 17 juin : Giovanni Mariani, prélat italien, diplomate du Saint-Siège et archevêque titulaire de Missua (de) († 23 janvier 1991)
- 19 juin : Gérard Dionne, prélat canadien, évêque d'Edmundston († 13 mai 2020)
- 27 juin : Bienheureuse Antonia Mesina, martyre de la pureté italienne († 17 mai 1935)
- 29 juin : Ernest Corripio Ahumada, cardinal mexicain, archevêque de Mexico († 10 avril 2008)
- 26 juillet : Angelo Felici, cardinal italien de la Curie, précédemment diplomate du Saint-Siège et archevêque titulaire de Caesariana (de) († 17 juin 2007)
- 29 juillet : Gilbert Duchêne, prélat français, évêque de Saint-Claude († 29 novembre 2009)
- 7 août : Bienheureux Marcel Denis, prêtre, missionnaire au Laos et martyr français († 31 juillet 1961)
- 23 août : Phocas Nikwigize, prélat rwandais, évêque de Ruhengeri (de) († 30 novembre 1996)
- 28 août : Claude Larre, prêtre jésuite, sinologue et missionnaire français en Chine († 14 décembre 2001)
- 2 septembre : Antoine Wenger, prêtre, byzantiniste et historien français († 22 mai 2019)
- 13 octobre : Hans Hermann Groër, cardinal autrichien, archevêque de Vienne († 24 mars 2003)
- 15 octobre : Lucien Guissard, prêtre assomptionniste, journaliste et écrivain belge († 22 mars 2009)
- 6 novembre : Michel Spanneut, prêtre, théologien et auteur français († 28 avril 2014)
- 7 novembre : Michel Le Moignan, prêtre, historien et homme politique canadien († 20 décembre 2000)
- 16 novembre : Georges-Hilaire Dupont, prélat et missionnaire français, évêque de Pala († 29 janvier 2020)
- 1er décembre : António de Castro Xavier Monteiro, prélat portugais, archevêque-évêque de Lamego († 13 août 2000)
- 17 décembre : Tomáš Špidlík, cardinal et théologien tchèque († 16 avril 2010)

## Décès
- 23 janvier : André-Albert Blais, prélat canadien, évêque de Rimouski (° 26 août 1842)
- 7 février : Auguste Jacot, prêtre alsacien germanophile (° 2 juin 1845)
- 23 mars : Francesco di Paola Cassetta, cardinal italien de la Curie (° 12 août 1841)
- 4 avril : Saint Francisco Marto, enfant portugais témoin des apparitions mariales de Fátima (° 11 juin 1908)
- 7 avril : Bienheureuse Josaphata Micheline Hordashevska, religieuse ukrainienne, fondatrice des Servantes de Marie Immaculée (° 20 novembre 1869)
- 27 avril : Bienheureuse María Antonia Bandrés y Elosegui, religieuse espagnole (° 6 mars 1898)
- 18 mai : Francois-Antoine Girolami, prêtre et écrivain français (° 3 juin 1839)
- 19 mai : Bienheureux Raphaël Louis Rafiringa, religieux malgache (° 1er mai 1856)
- 29 juin : Bienheureux José Gregorio Hernández, prêtre et médecin vénézuélien (° 26 octobre 1864)
- 8 août : Joseph Marie-Pierre Théophile Thirion, prêtre, botaniste et missionnaire français en Chine (° 5 mars 1872)
- 7 septembre : Adolf Fritzen, prélat allemand, évêque de Strasbourg (° 10 août 1838)
- 12 septembre : Thomas Frederick Price, prêtre américain, cofondateur de Maryknoll (° 19 août 1860)
- 3 octobre : Bienheureux Didace de Vallinfreda, religieux franciscain italien (° 6 juin 1839)
- 11 novembre : Felix von Hartmann, cardinal allemand, archevêque de Cologne (° 15 décembre 1851)
- 14 novembre : Pierre Geay, prélat français, évêque de Laval (° 15 mars 1845)
- 19 novembre : Séraphin Couvreur, prêtre jésuite, sinologue et missionnaire français en Chine (° 14 janvier 1835)
- 13 décembre : Léon Girod, prélat et missionnaire français, vicaire apostolique de Laongo et évêque titulaire d'Obba (de) (° 16 août 1871)
- 17 décembre : José Maria Cos y Macho, cardinal espagnol, archevêque de Valladolid (° 16 août 1838)
- 28 décembre : Emmanuel-Marie-Joseph-Anthelme Martin de Gibergues, prélat français, évêque de Valence (° 4 août 1855)